# Укселодунум
Укселодунум (на латински: Uxellodunum) е древно селище (опидум) на келтския народ Кадурки в Галия в югозападна Франция.
Укселодунум е последното галско селище, което през лятото 51 пр.н.е. е обсадено и превзето от Гай Юлий Цезар в галската война. За тази цел Цезар премества водата на близък извор. .
Негови командири са Гай Каниний Ребил и Гай Фабий.